# Naufrage du 12 juin 2023 à Kwara
 (juin 2023).
Le naufrage du 12 juin 2023 à Kwara est survenu le 12 juin 2023 lorsqu'un navire a chaviré et s'est scindé en deux dans le fleuve Niger près de Pategi, dans l'État de Kwara, au Nigeria. Le bateau transportait des participants à un mariage, qui étaient initialement venus à moto, mais qui se sont retrouvés bloqués en raison de fortes pluies. Au moins 108 personnes ont été confirmées mortes et des dizaines d'autres sont portées disparues.

## Contexte
Le 11 juin, un mariage a lieu dans le village d'Egboti (également orthographié Egbu) à Pategi, dans l'État de Kwara, au Nigeria. La plupart des participants sont des parents du couple de jeunes mariés de cinq autres villages (Ebu, Gakpan, Kpada, Kuchalu et Sampi). Ils ont célébré le mariage tard dans la nuit. Ils sont arrivés au mariage à moto, mais ont été forcés de revenir sur un bateau en bois local le long du fleuve Niger après que de fortes pluies ont inondé la route menant au site du mariage.
Selon CNN et Al Jazeera, les accidents de bateaux dans les rivières nigérianes sont fréquents,. Les règles de sécurité laxistes, le manque de gilets de sauvetage, la surcharge et le mauvais entretien des navires conduisent souvent à des incidents de navigation mortels. Bien que la navigation de nuit soit illégale dans le pays, la loi est rarement appliquée. Les Nigérians comptent souvent sur le transport par bateau pour se déplacer sur les routes mal entretenues du pays, en particulier pendant la saison de la mousson. Beaucoup préfèrent également voyager sur le ferry pour réduire le risque d'enlèvements par des gangs armés sur les routes de campagne.
En 2021, le Nigeria a connu deux accidents de navigation majeurs, un en mai (en) avec un navire transportant 160 passagers à bord qui a finalement fait au moins 98 morts, et un autre en novembre qui a fait 76 morts. Les accidents de navigation ont augmenté dans le pays ces dernières années.

## Naufrage
Environ 270 personnes ont embarqué sur le bateau, bien au-dessus de sa capacité de 100 personnes. Leurs motos ont également été chargées sur le bateau. Il n'était pas clair si tous les passagers assistaient au mariage. Le président du comité de mise en œuvre de la transition de Pategi, Alhaji Mohammed Ibrahim Liman, a déclaré que les habitants de son village d'Ebu se dirigeaient vers un autre mariage à Gboti. Aux premières heures du 12 juin, entre 3 h 0 et 4 h 0 du matin (WAT), de hautes vagues ont balayé le bateau et il est entré en collision avec une branche d'arbre cachée dans les eaux du fleuve Niger, divisant le navire en deux. Le débit élevé de l'eau a emporté les passagers. Toutes les victimes étaient des parents du marié.
L'accident étant survenu aux petites heures du matin, il a fallu des heures avant que de nombreux habitants n'en prennent conscience. Alors que les passagers se noyaient, les villageois voisins se sont précipités vers la rivière pour les secourir. Ils ont sauvé environ 50 personnes au début. Au 13 juin, 100 personnes ont été sauvées. Les efforts de sauvetage ont été montés après le naufrage. Les résidents et les responsables locaux participaient toujours à l'effort le 13 juin. Le chef de la police Okasanmi Ajayi a déclaré qu'une équipe avait été déployée dans la région pour évaluer ce qui s'était passé et que les recherches se poursuivraient jusqu'à la nuit du 14 juin. Le 15 juin, 144 personnes ont été secourues.

## Enquête
La cause de l'incident fait l'objet d'une enquête. La police locale a signalé qu'une partie du navire s'était effondrée, entraînant une inondation et un chavirement ultérieur. Cependant, l'émir de Pategi (en) a informé les journalistes que le bateau avait été dépassé par les vagues de la rivière, entraînant une collision avec un arbre qui avait été emporté dans la rivière, provoquant finalement le chavirement.
Selon les autorités locales et un rapport de police, l'accident de bateau a eu lieu vers 3 h 0 du matin. Le bateau surchargé a heurté un arbre au milieu de fortes vagues, le faisant chavirer. Comme la plupart des passagers locaux n'avaient pas de gilets de sauvetage, l'incident a fait un grand nombre de victimes. Sur les 270 passagers, 144 personnes ont survécu au drame.
Le président du comité de mise en œuvre de la transition du conseil du gouvernement local de Pategi, Mohammed Ibrahim Liman, a confirmé le nombre de morts et déclaré que l'opération de sauvetage était terminée. Les survivants, pour la plupart des femmes et des enfants, ont reçu des soins médicaux et ont retrouvé leur famille.
Il a été mentionné les villages touchés par l'incident, notamment Kpada, Ebu et Dzakan dans le gouvernement local de Pategi, dans l'État de Kwara, ainsi que deux villages dans l'État de Kogi où six personnes sont mortes.
Le responsable régional de l'Autorité nationale des voies navigables intérieures a attribué l'accident de bateau à une surcharge et à des vents turbulents. Il a exprimé sa frustration face au mépris des opérateurs pour les règles de sécurité malgré les efforts de sensibilisation et les sanctions imposées par l'autorité.
En réponse à la tragédie, le gouverneur de l'État de Kwara, Malam AbdulRahman AbdulRazaq (en), a rendu visite aux familles des victimes et annoncé des mesures de sécurité pour prévenir de futurs incidents. Le gouvernement prévoit d'introduire une législation qui impose des sanctions et des amendes pour les violations du protocole de sécurité. De plus, le gouverneur a déclaré que 1 000 gilets de sauvetage seraient fournis pour permettre des déplacements sûrs sur l'eau.
Des responsables, dont le directeur général de la Commission de développement des zones de production d'énergie hydroélectrique, ont souligné la nécessité de l'utilisation obligatoire des gilets de sauvetage et d'une loi visant à restreindre les opérations nocturnes des bateaux. Ils ont déploré que les gilets de sauvetage achetés précédemment n'aient pas été utilisés efficacement.

## Victimes
Au moins 106 personnes ont été confirmées mortes au 15 juin et des dizaines d'autres sont portées disparues. Parmi les morts se trouvaient des femmes et des enfants, dont quatre enfants qui ont péri avec leur père. Selon Alhaji Mohammed Ibrahim Liman, 61 villageois de son village d'Ebu sont morts, ainsi que 38 de Gakpan, quatre de Kpada, deux de Kuchalu et un de Sampi. Ajayi a déclaré que les noms des survivants seront rendus publics dès qu'ils seront disponibles.
Au 16 juin, au moins 108 personnes avaient été confirmées mortes.

## Réactions
Les habitants ont décrit l'incident comme l'incident de bateau le plus meurtrier qu'ils aient vu depuis des années. Le gouvernement de l'État de Kwara a sympathisé avec les victimes et leurs familles, promettant de poursuivre les opérations de recherche. Le chef local a déclaré en réponse qu'il avait « perdu quatre de mes voisins ». Le bureau d'Abdulrahman Abdulrazaq, gouverneur de Kwara, a exprimé ses condoléances aux familles affectées. Mai-Martaba Alhaji (Dr.) Ibrahim Sulu-Gambari, l'émir d'Ilorin et président du Conseil des chefs de l'État de Kwara, a offert des pensées et des prières aux personnes concernées, déclarant : « Nos cœurs et nos prières sont avec vous en cette moment propice et qu'Allah le tout puissant vous donner tout le courage de supporter la perte irréparable que cet incident pourrait vous causer. »
D'éminents nigérians, dont le président Bola Tinubu, l'ancien président du Sénat, le Dr Bukola Saraki (en), et le gouverneur Dapo Abiodun (en) de l'État d'Ogun, ont adressé leurs condoléances aux communautés touchées.